# Arabe omanais
L'arabe omanais, également connu sous le nom d'arabe omani hadari, est une variété d'arabe parlée principalement à Oman.
C'est le dialecte arabe le plus oriental encore parlé aujourd'hui. Il appartient au groupe des parlers du Golfe (appelés également khaleeji). Il était anciennement parlé par les colons omanais au Kenya et en Tanzanie, mais la plupart d'entre eux étaient passés au swahili. On distingue plusieurs dialectes différents en arabe omanais, comme l'arabe du Dhofar et l'arabe shihhi (parlé dans la péninsule de Musandam).[réf. nécessaire]

## Localisation
L'arabe omanais est parlé dans les monts Hajar et dans quelques régions côtières à Oman.

## Utilisation
Cette langue est parlée par 1 090 900 personnes dans le monde, dont 720 000 à Oman en 1996. Elle est utilisée comme seconde langue par les locuteurs du harsusi.